# Галерея Фарас
Галерея Фарас, полное наименование Галерея Фарас имени профессора Казимежа Михаловского (пол. Galeria Faras im. Profesora Kazimierza Michałowskiego) — постоянная экспозиция в Национальном музее в Варшаве. Здесь представлены в основном нубийские памятники искусства и культуры христианского периода. Среди прочего, в выставочном зале находится уникальная коллекция фресок и архитектурных элементов из собора в Фарасе, обнаруженных польской археологической экспедицией во главе с профессором Казимежом Михаловским.

## История галереи

### Археологические работы в Фарасе

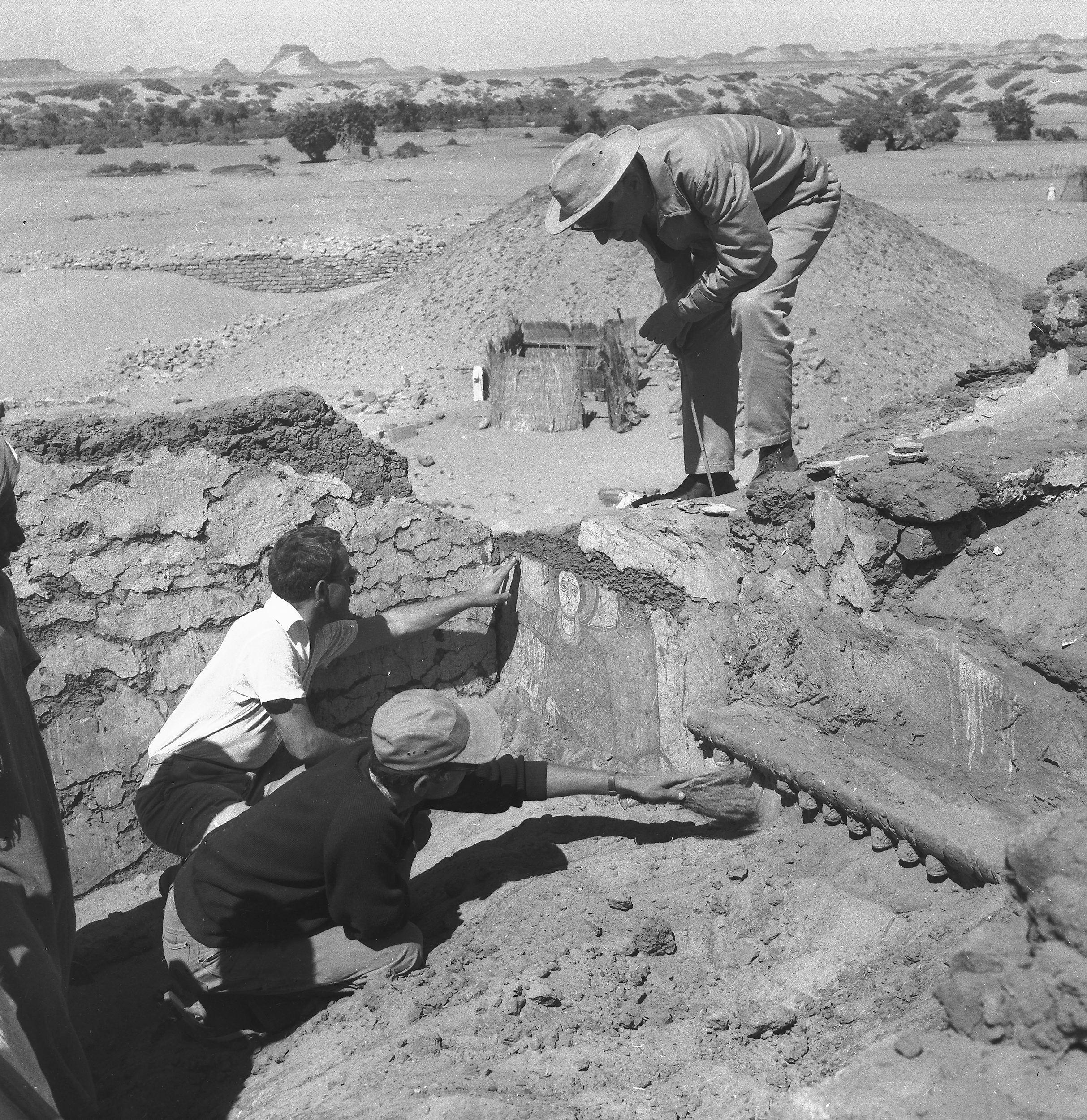
Археологические работы в Фарасе

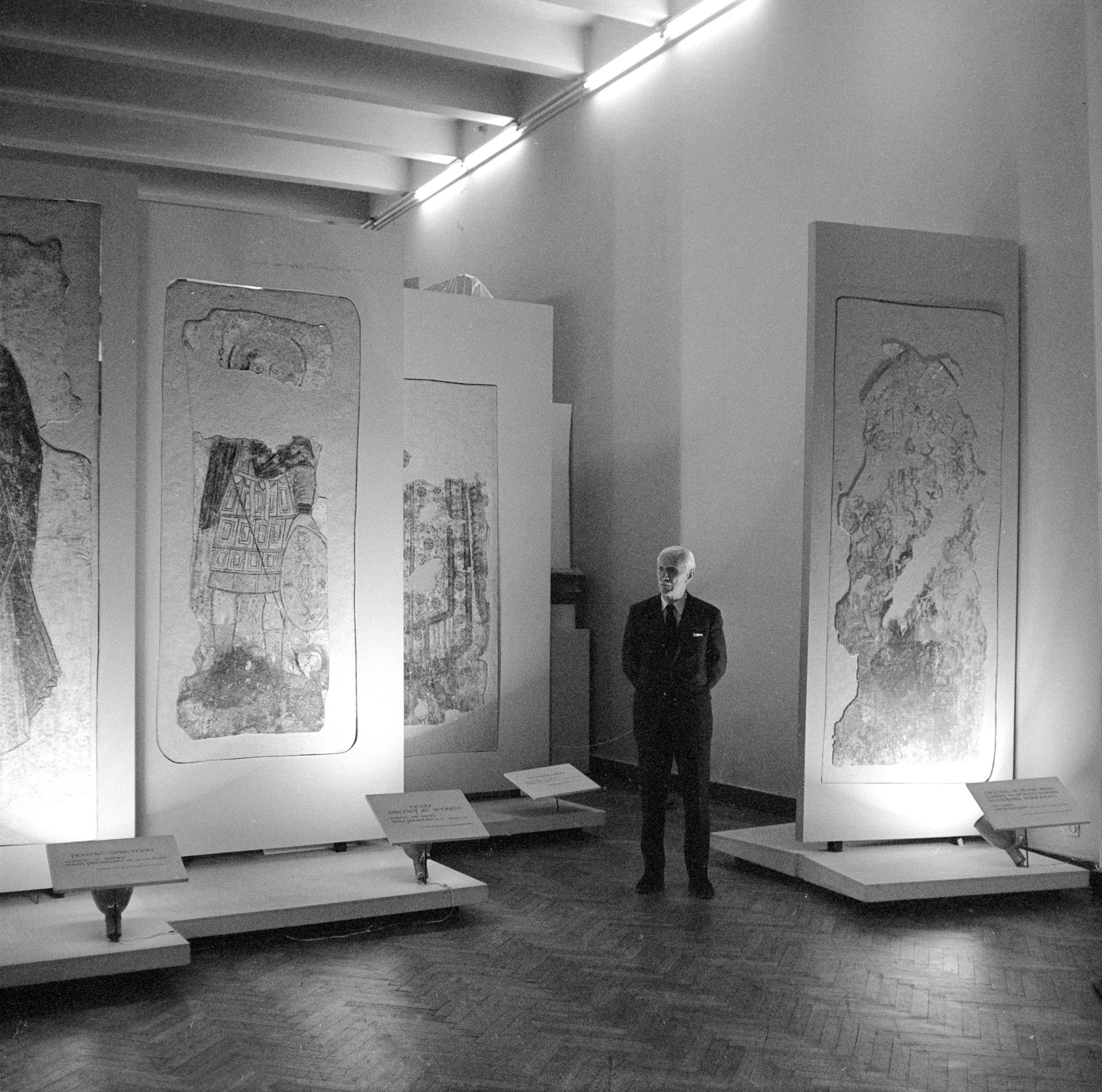
Профессор Казимеж Михаловский во время приготовления первой экспозиции в Галереи Фарас, фот. Гарри Вейнберг

Большая часть работ, выставленных в Галерее Фарас, попала в Национальный музей в Варшаве благодаря работе польских археологов, которые участвовали в крупной международной операции под эгидой ЮНЕСКО по спасению остатков древних культур в долине Нила. Операция (или т. н. Нубийская кампания) проводилась в 1961—1964 годах. Археологи обнаружили в Фарасе, прямо на судано-египетской границе, хорошо сохранившиеся руины надстроенных друг на друга сакральных объектов, датируемых периодом с VII по XIV века. В руинах находились фрески религиозного характера.
Для удаления фресок со стен базилики и перемещения их в специально подготовленные экраны нужно было надлежащим образом защитить их поверхность и предотвратить образование трещин. Поэтому на лицевую сторону каждой фрески учёные накладывали папиросную бумагу, а затем утюгами на длинных шестах впрессовывали один или два слоя смеси пчелиного воска и нагретой до подходящей температуры венецианской канифоли. Необходимо было разделить слои смеси слоями марли. В верхних краях фресок впрессовывались полоски полотна с пришитыми к ним верёвками. Затем фрагменты картин отрезались с помощью пил и ножей, после чего переносились и прикреплялись к специальным деревянным рамам. Это было необходимо, чтобы удалить с обратной стороны излишки штукатурки и укрепить поверхность фрески. В ходе удаления верхних слоёв со стен обнаружено, что на нижних слоях также присутствует стенопись.
Подготовленные таким образом работы, завёрнутые в хлопковые пледы, отправлялись в музеи Варшавы и Хартума. Перед тем, как высылать фрески на выставку, проводилась их консервация в лаборатории Национального музея в Варшаве. Защитные слои картин удалялись. С обратной стороны снимались сильно засолённые слои штукатурки. Оставшийся тонкий слой картины (2-3 мм) переносился на искусственную поверхность.

### Открытие галереи
Первый транспорт с памятниками истории из Фараса направлено в Варшаву в 1962 году.
Благодаря Нубийской кампании, возрос научный интерес к древней культуре Судана. В течение многих лет польские археологи проводят в этой области раскопки (в Старой Донголе, Банганарти и в районе четвёртого порога Нила), следственно коллекция находок Галереи Фарас в Варшаве постоянно увеличивается. В Польшу перевезено общей сложностью 67 картин и много других находок. На сегодняшний день эта коллекция произведений является наиболее ценной из всех, которые поступили в Национальный музей вследствие археологических раскопок, проводимых поляками за границей.
Галерея Фарас была открыта для посетителей в 1972 году во время первого нубиологического съезда, тогда же провозглашено создание новой отрасли истории — нубиологии.

### Реконструкция галереи
17 октября 2014 года, после реконструкции и смены интерьера, состоялось новое открытие Галереи Фарас. Галерея была полностью модернизирована в соответствии с концепцией Божены Межеевской и архитектурным проектом Мирослава Ожеховского и Гжегожа Рытеля. Спонсором работ была семья Павловских во главе с Войцехом Павловским. Патронами празднования открытия были ЮНЕСКО и министр культуры и национального наследия Малгожата Омиляновская.
По словам создателей проекта, новый интерьер галереи должен был только напоминать, а не копировать, интерьер базилики в Фарасе. Главный выставочный зал имеет поступательное направление. К нему примыкают дополнительные помещения, отделённые поперечными аркадами. Осевая композиция галереи смыкается апсидой. Здесь картины расположены в таком же порядке, как в базилике Фараса.
В главном зале восточного маршрута по всей стене расположены небольшие арочные углубления, акцентированные цветом, чтобы создать подходящий фон для выставки картин и каменных архитектурных деталей. Пол галереи выложен камнем, который 80 лет перед этим был размещен в главном зале и на парадной лестнице Национального музея. В галерею не проникает дневной свет, а искусственный имеет такую интенсивность и направленность, чтобы подчеркнуть красоту древних работ. В этой части галереи звучит запись коптских литургических песнопений.

### Проект Фарас 3D
В восточном проходе находятся мультимедийная выставка, представленная в стереоскопической 3D-технологии. К экспозициям относятся: пространственные реконструкции базилики в Фарасе, алтаря, нефов, капелл, притвора и документальный фильм, в котором показано первичное размещение фресок в базилике Фараса, представлено памятники, находящиеся теперь в Галерее Фарас, а также те, которые были перевезены в Национальный музей Судана в Хартуме. Отдельные кадры посвящены археологическим раскопкам и архивным фотографиям, сделанным во время работ польских учёных в Нубии. Помимо этого, к экспозиции относится документальный фильм, посвящённый достижениям профессора Казимежа Михаловского. Фильм был произведён Фондом Высшей художественной школы Homo Faber в сотрудничестве с киностудией Arkadia Film и Национального музея в Варшаве. Автором проекта является Владислав Юрков — режиссёр, журналист, режиссёр-документалист, куратор выставок современного искусства. Проект был награждён в международном конкурсе MUSE Awards, организованном Американской ассоциацией музеев.

## Экспозиция

### Зал I
В первом зале представлены предметы, обнаруженные в базилике Фараса, в частности, фрагмент фриза апсиды первой базилики с надписью епископа Паулоса в память об восстановлении и реконструкции в 707 году святого католического места и Апостольской Церкви Бога, блоки с надписями и фрагменты перемычек. Эти объекты тесно связаны с историей базилики и её многочисленными перестройками и реконструкциями, проводимыми с VII по XIV века. Базилика была основана на фундаменте древней церкви, построенной в начале VII века. Под ней обнаружили фрагменты ещё более старых зданий из необожженного кирпича.

### Залы II и III
Залы II и III предназначены для мультимедиа. Здесь показываются фильмы о Нубии, Нубийской кампании, фресках, также представлены фотографии с археологических раскопок и изображения находок в Фарасе, которые были отправлены в Хартум. Часть мультимедиа посвящена Казимежу Михаловскому, в честь которого названа галерея.

### Зал IV
Во время археологических работ в Фарасе и в самой базилике было найдено множество элементов архитектурного декора: капители колонн, карнизы, перемычечные рельефные украшения, изображения животных и христианских символов (крест, рыба, петух, орёл, голубь). Строители города использовали переработанные, покрытые иероглифами, каменные блоки из бывших святынь фараонов. Декорации для церквей были сделаны местными мастерами. Они были созданы в виде крестов различных форм. Кроме того, на стенах самых старых церквей в Фарасе обнаружено древние мероитские и египетские символы: лев, анх — египетский иероглиф «жизнь», в котором христиане видели знак креста, и цветок лотоса. В Галереи Фарас из находок представлены капители, карнизы, притолоки и другие элементы характерного для Нубии архитектурного декора.
Стены храмов в Фарас также украшали настенные росписи. В четвёртом зале выставлены картины, которые находились на лестнице, ведущей к галерее над нефами базилики, и в северном вестибюле. Среди них — Ангел Господний с мечом, Мадонна с младенцем (Елеуса) и Величие Креста (Maiestas Crucis). Вероятно, фундаторами этих фресок были прихожане.

### Зал V

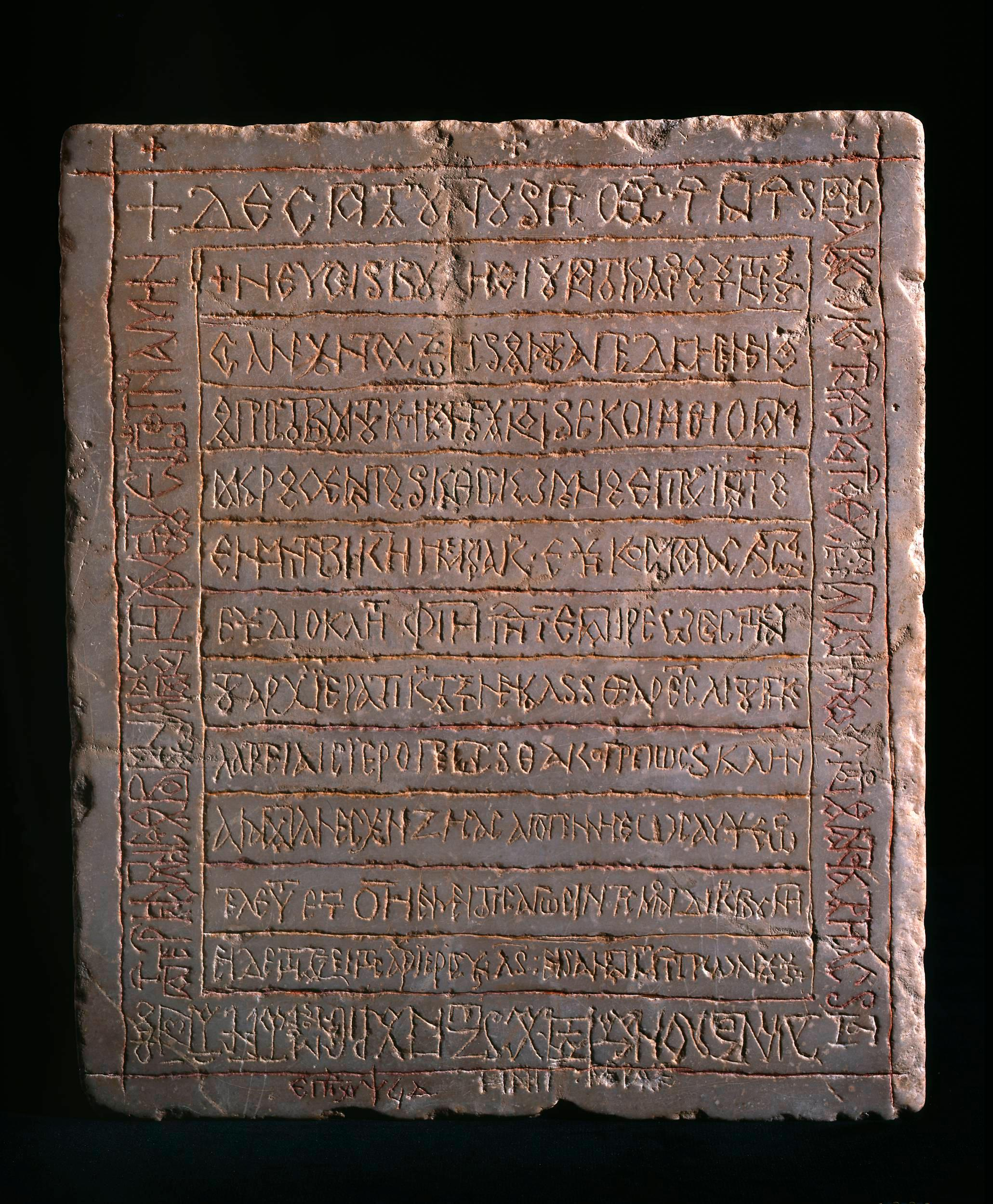
Эпитафия епископа Игнатия (802 год)

В этом зале находятся объекты, связанные с погребениями епископов Фараса. Большинство предметов было найдено в погребальных камерах или сооружениях надгробий. Относятся к ним эпитафии, сосуды для воды, наперсные кресты, с которыми были погребены епископы. Шестнадцать епископов Фараса похоронено в непосредственной близости от храма или внутри него. Информации о личностях умерших находятся в греческих и коптских текстах эпитафий. Многие эпитафии содержат молитвы об усопших. В зале V выставлены эпитафии, среди прочих, епископов Игнатия, Матфея и Стефана.

### Зал VI
Зал VI по своему характеру напоминает интерьер базилики в Фарасе. Поперечные арки отделяют дополнительные помещения, в которых представлены фрески, расположенные таким же образом, как в базилике. В этот зал помещено большинство картин из притвора северного нефа храма, алтаря и часовен, которые примыкали к южной стене. Стенопись, снятая с разных слоёв штукатурки в результате перестроек базилики, датируется периодом между VII и XIV веками. На ней представлены христологические и мариологические мотивы, а также изображения ангелов и архангелов, святых, епископов и царей. Картины выполнены в технике а секко. В зале выставлены, между прочими, такие картины с изображениями святых Анны, Иоанна Златоуста, Архангелов Михаила и Гавриила, епископов Марианоса и Петра с их покровителями, иконы Богоматери различных иконографических типов (Елеуса, Одигитрия, Млекопитательница) и многие другие.

### Зал VII
Выставка в VII зале посвящена крестам разного происхождения и типов. Здесь находятся крестики, процессионные и наперсные кресты из районов Эфиопии, Египта, Румынии, Гуцульщины, Руси и России. Представлены также энколпионы и кулоны в виде крестов и иконок, характерные для православия. Коллекция древнерусских крестов и наперсных икон насчитывает около 80 объектов и является крупнейшей коллекцией в Польше.
Эфиопские кресты и литургические предметы поступили из двух источников: отданы в вечный депозит доктором Вацлавом Корабевичем и как дар музею профессора Станислава Хойнацкого. Самая большая группа экспонатов — это нательные крестики, которые носили, вероятно, в Эфиопии в VI веке. Они были популярны среди монахов, священников и паломников. Такие крестики часто передавались в семье из поколения в поколение. Следующая группа включает в себя энколпионы и более крупные наперсные кресты для литургического использования, которые носить имели право только священники, чтобы благословить верующих в конце литургии. Последняя группа — около полуметровые деревянные или металлические кресты, перед которым совершалось каждение, и процессионные кресты, как правило, изготовленные из металла.
Многие русские православные кресты, кресты-подвески, кресты-кулоны и т. д. имеют молитвенные надписи или изображения церкви, сцены из жизни Христа и лики святых. Эти кресты датируются периодом от XI по XIX век. Большинство из них отлиты в бронзе, некоторые — с рельефной резьбой.
В VII зале представлена также большая коллекция крестов, домашних алтарей и икон, связанных со старообрядчеством, в основном из Гуслиц и мастерских с северной части России. В основном предметы сделаны из латуни и украшены цветной эмалью. В этой религиозной среде подобные объекты играли важную роль в частных богослужениях, были элементами домашних иконостасов или хранились в моленных.

### Зал VIII
Большая часть находок во время раскопок — это керамика. Подавляющее большинство найденных керамических изделий во время работ польских археологов в Нубии датируется христианским периодом истории региона. Фарас, особенно 650—1000 годах, то есть ранний христианский и классический период, был важным северонубийским центром по изготовлению керамики в массовом масштабе. В X веке, по неизвестным причинам, в городе прекращено производство. К экспозиции относятся изделия коптский керамики и более ранние блюда керманского, мероитского и постмероитского периодов. Они были найдены в районе четвёртого порога Нила.
Также представлена коллекция коптского текстиля из Египта времен христианства. Образцы поступили в Национальный музей в Варшаве в XIX-начале XIX века при посредничестве антикваров и частных коллекционеров.

## Внешние выставки
Экспонаты, которые находятся в Галереи Фарас, выставлялись в декабре 1962 году на выставке раскопок из Фараса (картины с изображениями Архангела Михаила и святого Меркурия), 3-15 августа 1963 года — на Международной художественной выставке коптского искусства в Вилле Хюгель, оттуда работы перевозили на выставки в Кунстхаус (Цюрих), Всемирный музей (Вена) и Малый дворец (Париж), после чего некоторые из них были выставлены в большом зале штаб-квартиры ЮНЕСКО в Париже как презентация результатов Нубийской спасательной кампании. В октябре 1967 года в Национальном музее в Варшаве состоялась большая выставка артефактов из Фараса (40 росписей). В 1968—1969 годах экспонаты с выставкой «Чудо Фараса» объехали Берлин, Эссен, Гаагу, Цюрих и Вену. В период с 23 мая по 15 сентября 2002 года в венском Музее истории искусств длилась выставка Die Kathedrale aus dem Wüstensand.
В депозите Лувра находится несколько экспонатов, являющихся собственностью Национального музея в Варшаве: перемычка и две картины с изображениями Архангела Михаила и святого архиепископа.

## Награды и почетные звания
В 2014 годы Галерея Фарас получила Гран При Сибиллы в XXXV конкурсе в категории Музейное событие года и номинацию в категории "Исторические и археологические выставки. 26 апреля 2015 года галереи присуждена премия Американской ассоциации музеев в международном конкурсе MUSE Awards за мультимедийную презентацию.